# Sanremo-Festival 1967
Die 17. Ausgabe des Festival della Canzone Italiana di Sanremo fand 1967 vom 26. bis 28. Januar im städtischen Kasino in Sanremo statt und wurde von Mike Bongiorno und Renata Mauro moderiert.

## Ablauf

### Allgemein

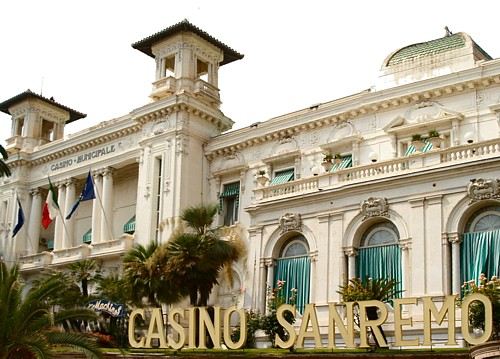
Das städtische Kasino, Veranstaltungsort des Sanremo-Festivals

Im Jahr 1967 wurde der nie wieder erreichte Rekord von 58 Teilnehmern aufgestellt. Diese interpretierten 30 Lieder, wobei nur die internationalen Gäste Gene Pitney, The Bachelors und Cher (einmal als Teil von Sonny and Cher) an je zwei Liedern beteiligt waren. Wie im Vorjahr gelangten durch Juryabstimmung 14 Lieder ins Finale. Zum fünften Mal in Folge moderierte Mike Bongiorno die Veranstaltung, diesmal zusammen mit der jungen Renata Mauro. 25 Dirigenten waren für das Orchester verantwortlich, die Gesamtleitung des Festivals oblag nach wie vor Gianni Ravera. Aus Platzgründen wurden die Auftritte verteilt: Solointerpreten traten wie gehabt im Salone delle feste auf, teilnehmende Gruppen fanden ihre Bühne im ebenfalls im Kasino untergebrachten Teatro dell’Opera.
Unter den Teilnehmern fanden sich eine Menge „Festivalveteranen“, so Claudio Villa, Iva Zanicchi, Domenico Modugno, Bobby Solo, Ornella Vanoni, Johnny Dorelli, Milva, Betty Curtis, Pino Donaggio, Little Tony und Giorgio Gaber. Auf der Erfolgswelle von Nessuno mi può giudicare, dem „moralischen Sieger“ des letzten Jahres, kehrte auch Caterina Caselli zum Festival zurück. Es debütierten hingegen Mino Reitano (mit einem von Lucio Battisti und Mogol geschriebenen Lied), Peppino di Capri, Memo Remigi und die Gruppe I Giganti.
Bei den Jurys durchsetzen konnte sich im Finale schließlich das von Frank Sinatras Strangers in the Night inspirierte Non pensare a me von Claudio Villa und Iva Zanicchi. Villa konnte mit diesem vierten Sieg zu Domenico Modugno aufschließen, und bis heute gelangen keinem Interpreten mehr als vier Siege.

### Das „Trauma“ Luigi Tenco
Das Sanremo-Festival 1967 wurde von einem tragischen Ereignis überschattet, das als kulturelles Trauma die gesamte italienische Popmusik beeinflussen sollte: der Suizid Luigi Tencos. Der 29-jährige Cantautore aus der Genueser Schule hatte nach einer bereits achtjährigen Karriere erstmals am Wettbewerb teilgenommen. Sein Lied Ciao amore ciao, das die italienische Auswanderung thematisierte und in der zweiten Version von Dalida gesungen wurde, wurde am ersten Abend präsentiert und qualifizierte sich nicht für das Finale. Die zusätzliche Jury, die ein bereits ausgeschiedenes Lied wieder in den Wettbewerb zurückholen konnte, entschied sich für La rivoluzione. In der Nacht fand man Tenco tot in seinem Hotelzimmer, offenbar getötet durch einen Schuss in den Kopf. Nicht zuletzt der Abschiedsbrief machte deutlich, dass es sich um Suizid handelte:

„Ich habe das italienische Publikum geliebt und ihm sinnloserweise fünf Jahre meines Lebens geopfert. Ich tue dies nicht, weil ich des Lebens überdrüssig bin (ganz im Gegenteil), sondern als Akt des Protests gegen ein Publikum, welches Io tu e le rose ins Finale wählt und wegen einer Jury, welche La rivoluzione kürt. Ich hoffe, dass dies jemandem zu Klarheit verhilft.“

Trotz des Vorfalls wurden die zwei verbleibenden Abende des Festivals planmäßig über die Bühne gebracht. Die Presse berichtete vielfältig über Tencos Tod und viele Spekulationen über die genauen Todesumstände machten die Runde, doch seine Beerdigung wurde von der Öffentlichkeit und auch den Musikerkollegen kaum wahrgenommen. Ugo Zatterin, Vorsitzender der Rückhol-Jury, drängte die Angelegenheit aus dem Festival-Kontext und stellte Tenco als psychisch instabil dar. Diese Auffassung wurde auch in das Ereignis thematisierenden Parlamentsanfragen durch die Democrazia Cristiana deutlich. Doch in weniger konservativen Kreisen wurden der Suizid bald als soziale Anklage und Tenco als warnender Vorbote verstanden. Der Cantautore galt nun als Verkörperung einer Generation, die den Anschluss an die Realität zu verlieren drohte. Vor allem aber sah man ihn als Opfer des Marktes und der Unterhaltungsindustrie. Viele junge Menschen erhöhten Luigi Tenco zu einer kulturellen Ikone und lehnten gleichzeitig das Sanremo-Festival vehement ab. 1972 entstand daher in Sanremo der Club Tenco (Verleiher von Tenco-Preis und Targa Tenco), der sich künftig für Förderung von Musik abseits des Mainstreams einsetzte.

### Aufzeichnungen
Ursprünglich glaubte man sämtliche Aufzeichnungen des Festivals verloren, da die Rai ihre Magnetbänder von Direktaufzeichnungen damals nicht aufbewahrte. Im Januar 2017 fand man jedoch einen Teil der Eurovision-Aufnahmen im Ausland (das Finale war in Eurovision auch im Ausland übertragen worden). Die Rai stellte daraufhin eine rekonstruierte Version des Finales auf Rai Play online zur Verfügung.

## Teilnehmende Beiträge
| Platzierung | Interpret                                    | Lied                                      | Autoren                                                           |
| ----------- | -------------------------------------------- | ----------------------------------------- | ----------------------------------------------------------------- |
| 1           | Iva Zanicchi / Claudio Villa                 | Non pensare a me                          | Alberto Testa, Eros Sciorilli                                     |
| 2           | Annarita Spinaci / Les Surfs                 | Quando dico che ti amo                    | Alberto Testa, Tony Renis                                         |
| 3           | I Giganti / The Bachelors                    | Proposta                                  | Albula, Giordano Bruno Martelli                                   |
| 4           | Ornella Vanoni / Mario Guarnera              | La musica è finita                        | Nisa, Franco Califano, Umberto Bindi                              |
| 5           | Orietta Berti / Les Compagnons de la Chanson | Io, tu e le rose                          | Daniele Pace, Mario Panzeri, Mario Giacomo Gili, Luigi Barazzetti |
| 6           | Lucio Dalla / The Rokes                      | Bisogna saper perdere                     | Giuseppe Cassia, Ruggero Cini                                     |
| 7           | Memo Remigi / Sergio Endrigo                 | Dove credi di andare                      | Sergio Endrigo                                                    |
| 8           | Gian Pieretti / Antoine                      | Pietre                                    | Gian Pieretti, Ricky Gianco                                       |
| 9           | Don Backy / Johnny Dorelli                   | L’immensità                               | Don Backy, Mogol, Detto Mariano                                   |
| 10          | Little Tony / Mario Zelinotti                | Cuore matto                               | Armando Ambrosino, Totò Savio                                     |
| 11          | Carmen Villani / Pino Donaggio               | Io per amore                              | Pino Donaggio, Gino Paoli, Vito Pallavicini                       |
| 11          | Wilma Goich / The Bachelors                  | Per vedere quanto grande è il mondo       | Mogol, Carlo Donida                                               |
| 13          | Giorgio Gaber / Remo Germani                 | …E allora dai!                            | Giorgio Gaber                                                     |
| 13          | Gianni Pettenati / Gene Pitney               | La rivoluzione                            | Mogol, Roberto Soffici                                            |
|             | Caterina Caselli / Sonny & Cher              | Il cammino di ogni speranza               | Umberto Napolitano                                                |
|             | Bobby Solo / Connie Francis                  | Canta ragazzina                           | Prog, Iller Pattacini, Carlo Donida                               |
|             | Riki Maiocchi / Marianne Faithfull           | C’è chi spera                             | Mario Panzeri, Daniele Pace, Gene Colonnello                      |
|             | Luigi Tenco / Dalida                         | Ciao amore ciao                           | Luigi Tenco                                                       |
|             | Peppino di Capri / Dionne Warwick            | Dedicato all’amore                        | Alberto Testa, Daniele Pace, Flavio Carraresi                     |
|             | Carmelo Pagano / Roberta Amadei              | Devi aver fiducia in me                   | Francesco Specchia, Renato Martini                                |
|             | Betty Curtis / Tony Del Monaco               | È più forte di me                         | Tony Del Monaco, Enrico Polito                                    |
|             | Fred Bongusto / Anna German                  | Gi                                        | Vito Pallavicini, Antonio Amurri, Fred Bongusto                   |
|             | Nicola Di Bari / Gene Pitney                 | Guardati alle spalle                      | Luciano Beretta, Daniele Pace                                     |
|             | Nico Fidenco / Cher                          | Ma piano (per non svegliarti)             | Gianni Meccia                                                     |
|             | Edoardo Vianello / Jimmy Fontana             | Nasce una vita                            | Sergio Bardotti, Jimmy Fontana                                    |
|             | Mino Reitano / The Hollies                   | Non prego per me                          | Mogol, Lucio Battisti                                             |
|             | Los Marcellos Ferial / The Happenings        | Quando vedrò                              | Marisa Terzi, Carlo Alberto Rossi                                 |
|             | Donatella Moretti / Bobby Goldsboro          | Una ragazza                               | Vito Pallavicini, Bruno Pallesi, Walter Malgoni                   |
|             | Domenico Modugno / Gidiuli                   | Sopra i tetti azzurri del mio pazzo amore | Vito Pallavicini, Domenico Modugno                                |
|             | Milva / Los Bravos                           | Uno come noi                              | Umberto Martucci, Giorgio Bertero, Marino Marini                  |

## Erfolge
Elf der 14 Finalbeiträge erreichten im Anschluss die Top 15 der italienischen Singlecharts, drei davon in beiden Versionen. Von den ausgeschiedenen Liedern konnte – verständlicherweise – nur Luigi Tencos Ciao amore ciao die Charts erreichen.
Am erfolgreichsten war in diesem Jahr Little Tony mit Cuore matto, obwohl er im Wettbewerb nur den zehnten Platz erreicht hatte. Auch L’immensità von Don Backy und Johnny Dorelli sowie La proposta von den Giganti wurden zu Hits. Dem Siegerlied hingegen waren keine großen Erfolge beschieden. Claudio Villa wurde im Anschluss erneut zum Eurovision Song Contest geschickt, dort ging er jedoch mit dem Lied Non andare più lontano ins Rennen.

| Jahr | Titel                  | Höchstplatzierung, Gesamtwochen, AuszeichnungChartsChartplatzierungen (Jahr, Titel, Platzierungen, Wochen, Auszeichnungen, Anmerkungen) | Anmerkungen                           |
| Jahr | Titel                  | IT | Anmerkungen                           |
| ---- | ---------------------- | --- | ------------------------------------- |
| 1967 | Cuore matto            | IT1 (20 Wo.)IT | Version von Little Tony Platz 10      |
| 1967 | La proposta            | IT1 (14 Wo.)IT | Version von I Giganti Platz 3         |
| 1967 | L’immensità            | IT2 (21 Wo.)IT | Version von Johnny Dorelli Platz 9    |
| 1967 | Pietre                 | IT2 (17 Wo.)IT | Version von Antoine Platz 8           |
| 1967 | Io tu e le rose        | IT3 (14 Wo.)IT | Version von Orietta Berti Platz 5     |
| 1967 | Bisogna saper perdere  | IT4 (11 Wo.)IT | Version von The Rokes Platz 6         |
| 1967 | L’immensità            | IT5 (8 Wo.)IT | Version von Don Backy Platz 9         |
| 1967 | Ciao amore ciao        | IT6 (10 Wo.)IT | Version von Luigi Tenco               |
| 1967 | Non pensare a me       | IT7 (5 Wo.)IT | Version von Claudio Villa Platz 1     |
| 1967 | La rivoluzione         | IT8 (5 Wo.)IT | Version von Gene Pitney Platz 13      |
| 1967 | Quando dico che ti amo | IT9 (5 Wo.)IT | Version von Annarita Spinaci Platz 2  |
| 1967 | La rivoluzione         | IT14 (2 Wo.)IT | Version von Gianni Pettenati Platz 13 |
| 1967 | La musica è finita     | IT15 (2 Wo.)IT | Version von Ornella Vanoni Platz 4    |
| 1967 | Non pensare a me       | IT15 (1 Wo.)IT | Version von Iva Zanicchi Platz 1      |
| 1967 | …E allora dai!         | IT15 (1 Wo.)IT | Version von Giorgio Gaber Platz 13    |

## Belege
1. ↑  Marco Santoro: The Tenco effect. Suicide, San Remo, and the social construction of the canzone d’autore. In: Journal of Modern Italian Studies. Band 11, Nr. 3, 2006, S. 342–366, doi:10.1080/13545710600806862.
2. ↑  Raiteche: 50 anni dopo recuperata la serata finale del Sanremo 1967. Rai News, 26. Januar 2017, abgerufen am 29. November 2021.
3. ↑  Eddy Anselmi: Il Festival di Sanremo: 70 anni di storie, canzoni, cantanti e serate. DeAgostini, Mailand 2020, ISBN 978-88-511-7661-7, S. 130–131.
4. ↑  M&D-Chartarchiv. Musica e dischi, abgerufen am 27. Juni 2016 (italienisch, kostenpflichtiger Abonnement-Zugang).